# Droga wojewódzka nr 929
Droga wojewódzka nr 929 (DW929) – droga wojewódzka w województwie śląskim o długości ok. 10 km łącząca drogę wojewódzką nr 935 w Rybniku z drogą wojewódzką nr 932 w Świerklanach Górnych

## Miejscowości leżące przy trasie DW929
- Rybnik (DW935)
  - Ligota - Ligocka Kuźnia
  - Meksyk
  - Chwałowice
- Jankowice Rybnickie
- Świerklany Górne (DW932)